# Кіндратівська сільська рада (Джанкойський район)
Кіндратівська сільська́ ра́да — адміністративно-територіальна одиниця та орган місцевого самоврядування у Джанкойському районі Автономної Республіки Крим. Адміністративний центр — село Кіндратове.

## Загальні відомості
- Населення ради: 1 823 особи (станом на 2001 рік)

## Населені пункти
Сільській раді були підпорядковані населені пункти:
- с. Кіндратове
- с-ще Дорожнє
- с. Рубинівка
- с. Совєтське

## Склад ради
Рада складалася з 16 депутатів та голови.
- Голова ради: Рогов Олександр Георгійович
- Секретар ради: Кухаренко Ірина В'Ячеславівна

### Керівний склад попередніх скликань
| Прізвище, ім'я, по батькові | Основні відомості                                                                      | Дата обрання | Дата звільнення |
| --------------------------- | -------------------------------------------------------------------------------------- | ------------ | --------------- |
| Рогов Олександр Георгійович | Сільський голова, 1969 року народження, освіта вища, член Народно-демократичної партії | 26.03.2006   | 31.10.2010      |
| Рогов Олександр Георгійович | Сільський голова, 1969 року народження, освіта вища, член Партії регіонів              | 31.10.2010   |                 |

Примітка: таблиця складена за даними сайту Верховної Ради України

### Депутати
За результатами місцевих виборів 2010 року депутатами ради стали:

#### За суб'єктами висування
| Суб'єкт висування           | Кількість обраних депутатів | %    |
| --------------------------- | --------------------------- | ---- |
| Партія регіонів             | 14                          | 87,5 |
| Демократична партія України | 1                           | 6,3  |
| Самовисування               | 1                           | 6,3  |

#### За округами
| № округу                    | Прізвище, ім'я, по батькові     | Дата визнання обраним | Освіта  | Партійна приналежність            | Відомості про обраного депутата                         |
| --------------------------- | ------------------------------- | --------------------- | ------- | --------------------------------- | ------------------------------------------------------- |
| Демократична партія України |                                 |                       |         |                                   |                                                         |
| 10                          | Гринь Дмитро Олександрович      | 01.11.2010            | середня | член Демократичної партії України | тимчасово не працює                                     |
| Партія регіонів             |                                 |                       |         |                                   |                                                         |
| 1                           | Карєва Світлана Володимирівна   | 01.11.2010            | вища    | член Партії регіонів              | сільська рада, секретар сільської ради                  |
| 2                           | Пирогова Людмила Павлівна       | 01.11.2010            | середня | член Партії регіонів              | пенсіонер                                               |
| 3                           | Кухаренко Ірина В'ячеславівна   | 01.11.2010            | середня | член Партії регіонів              | сільська рада, секретар                                 |
| 5                           | Крива Валентина Миколаївна      | 01.11.2010            | середня | член Партії регіонів              | пенсіонер                                               |
| 6                           | Цимбалюк Ірина Миколаївна       | 01.11.2010            | вища    | член Партії регіонів              | Кіндратівська загальноосвітня школа І-ІІІ ст., технічка |
| 7                           | Тинякова Алла Олексіївна        | 01.11.2010            | вища    | член Партії регіонів              | пенсіонер                                               |
| 8                           | Кабачек Сніжана Василівна       | 01.11.2010            | вища    | член Партії регіонів              | селянське комунальне підприємство «Побєдне», бухгалтер  |
| 9                           | Кишаковська Оксана Анатоліївна  | 01.11.2010            | вища    | член Партії регіонів              | сільська рада, касир                                    |
| 11                          | Джабаров Арсен Зикирьяйович     | 01.11.2010            | середня | член Партії регіонів              | тимчасово не працює                                     |
| 12                          | Бортніков Олександр Борисович   | 01.11.2010            | вища    | член Партії регіонів              | орендатор                                               |
| 13                          | Ільясова Маргарита              | 01.11.2010            | середня | член Партії регіонів              | тимчасово не працює                                     |
| 14                          | Аржадєєва Тетяна Валерьївна     | 01.11.2010            | середня | член Партії регіонів              | тимчасово не працює                                     |
| 15                          | Касимов Шевкет Діляверович      | 01.11.2010            | середня | член Партії регіонів              | тимчасово не працює                                     |
| 16                          | Вадзиновська Лариса Анатолїївна | 01.11.2010            | середня | член Партії регіонів              | тимчасово не працює                                     |
| Самовисування               |                                 |                       |         |                                   |                                                         |
| 4                           | Харьковська Зоя Сергіївна       | 01.11.2010            | середня | позапартійна                      | пенсіонер                                               |